# BeOS
BeOS — операционная система, история которой начинается в 1991 году. Изначально разрабатывалась как базовая ОС для BeBox. К выгодным отличиям BeOS от других популярных в то время систем относят многопоточность, микроядерность, поддержку многопроцессорных архитектур, 64-битную журналируемую файловую систему, крайне удобный и простой пользовательский интерфейс.
В настоящее время энтузиасты создали операционную систему Haiku с открытым исходным кодом для замены BeOS.

## История

### Создание компании Be Inc.
Корпорация Be Inc. была создана в 1990 году бывшим исполнительным директором Apple Жаном-Луи Гассье с целью создать компьютерную систему нового поколения (заметим, что Гассье пошёл по пути основателя Apple Стива Джобса и его платформы NeXT). На подъёме энтузиазма Гассье и его соратники объединились, чтобы сделать простой в использовании, надёжный компьютер, свободный от пережитков прошлого. Планировалось создать именно компьютер, операционная система была только побочной целью. Например, файловая система не должна была содержать каталогов вообще, все файлы лежали на диске без распределения по каталогам, а принадлежность к той или иной программе определялась на основе атрибутов — информации о файле, не записанной в самом файле.

### BeBox
Первые версии BeOS работали только на специально созданных компьютерах BeBox, которые тоже производились компанией Be Inc. Отличительными особенностями этих компьютеров были многопроцессорность (в одной из версий компьютера стояло 7 процессоров, в другой — 2), в двухпроцессорной версии — индикаторы загрузки процессоров на передней панели системного блока (известные также под названием Blinkenlights), тёмно-синий цвет системного блока и 37-битный порт на задней панели, известный под названием «GeekPort», с простым и удобным управлением для программиста — чтобы поощрять создание внешних устройств под BeOS. BeBox назывались «Silicon Graphics для нищих» из-за их мощности, позволяющей использовать BeBox в качестве графической рабочей станции при относительно невысокой стоимости. Первые прототипы BeBox строились на процессорах AT&T Hobbit, пока их не сняли с производства. Тогда Ве решила перейти на процессоры PowerPC. С 1995 до 1997 всего было продано около двух тысяч компьютеров BeBox, большинство из которых работает и по сей день. Один из них можно увидеть в компьютерном музее в Бостоне. 30 января 1997 Be Inc. объявила, что сворачивает производство оборудования, и BeBox больше не выпускались.

### PowerPC
После того, как было свёрнуто производство BeBox, операционной системе BeOS понадобилась новая платформа. Поскольку она к тому времени уже работала на PowerPC, в качестве новой платформы были выбраны компьютеры Macintosh фирмы Apple Computer, Inc. Портирование BeOS на Macintosh заняло два дня.
К тому времени традиционная операционная система компьютеров Макинтош (System или Classic) безнадёжно устарела, а проект разработки новой, современной системы (Copland) провалился, поэтому исполнительный директор Apple Гил Амелио начал переговоры о покупке Be Inc. Переговоры сорвались, поскольку Жан-Луи Гассье просил 200 миллионов $, а Apple готова была потратить не более 125. Совет директоров Apple решил, что лучше выбрать NeXTSTEP, и купил NeXT в 1996 году за 429 миллионов $, вернув руководство основателю компании Стиву Джобсу.
Затем Apple перестала делиться с Be Inc. спецификациями своих новых компьютеров, поэтому BeOS запускается лишь на некоторых Power Macintosh (на других моделях работа возможна только в эмуляторе). В 1997 году Power Computing поставлял BeOS вместе со своей серией клонов Macintosh, которые могли по выбору пользователя грузиться в Mac OS или BeOS.

### Intel
После неудачи с Apple Be Inc. решила перенести систему на обычные процессоры Intel, и, начиная с издания BeOS 3 (примерно 1997 г. также вышли издания 4, 4.5 и 5), эта операционная система работает на обычных IBM PC-совместимых компьютерах. Этот шаг был сделан с целью набрать группу последователей и занять свою нишу на рынке ОС. Минимальные требования для установки (не менявшиеся с тех пор) — процессор Intel Pentium, 32 мегабайта оперативной памяти, 500 мегабайт на жёстком диске, клавиатура и мышь: последнее является системным требованием, потому что без неё в BeOS работать нельзя — в отличие от, например, Microsoft Windows, в которой без указательного устройства ввода работать трудно, но можно.
Версия BeOS R5 стала последней версией BeOS, выпущенной компанией Be Inc. Впервые для широкой публики была выпущена бесплатная версия — Personal edition, которую каждый желающий мог установить на свой компьютер. Она широко распространялась в виде CD-приложений к журналам (в том числе и в России) и была выложена на сайте компании. Кроме того, было достигнуто соглашение с ведущими производителями компьютеров о предустановке BeOS в качестве второй системы, наряду с Windows.
Неудачный менеджмент привёл к тому, что бесплатная версия (BeOS 5 Personal Edition) успешно конкурировала с платной (BeOS 5 Professional). Попытка Be Inc. выпустить бесплатную версию оказалась неудачной с маркетинговой точки зрения: состав бесплатного пакета был таков, что почти полностью дублировал платную и продажи последней неуклонно падали — BeOS 5 Personal Edition распространялась как Windows-программа, устанавливавшаяся в логический раздел на одном из дисков компьютера и предполагалась только для ознакомительных целей, однако включала в себя весь инструментарий, необходимый для разбивки диска, установки системы в отдельный раздел и установки загрузчика, позволявшего выбрать загрузку Windows или BeOS.
Корпорация Microsoft надавила на производителей компьютеров (Hitachi, Compaq), и они отказались от предустановки двух систем на производимые машины. Малоизвестная операционная система так и не стала популярной среди пользователей. 8 сентября 2003 года Microsoft выплатила Be Inc. 23,3 миллиона $ по иску о нарушении антимонопольного законодательства.
В 2002 году компания Be Inc. объявила себя банкротом и продала всю свою интеллектуальную собственность фирме Palm за 11 млн долларов, куда перешла также и основная часть бывших работников Be Inc.

### Cobalt
В Palm бывшие разработчики BeOS работали над шестой версией операционной системы PalmOS для наладонников, опираясь на сделанные ещё в рамках BeOS наработки операционной системы BeIA (BeOS for Internet Appliances) для мобильных устройств.
Шестая версия Palm OS, называемая PalmOS Cobalt, вышла в свет в 2004 году, однако не пошла на серийные устройства и работала только на прототипах. После разделения компании Palm на PalmOne и PalmSource, с последующим приобретением последней компанией ACCESS Co., Ltd., работы по Cobalt были прекращены, и начата разработка новой ОС для устройств Palm на базе Linux. Все права на систему сейчас принадлежат ACCESS Co., Ltd.
Скорее всего, часть разработчиков BeOS приняла участие в создании Palm webOS, так как новая ОС, основанная на ядре Linux и выпущенная в 2009 году, использует ту же концепцию API-интерфейса для Web-приложений, которая впервые появилась в BeIA ещё в 2000 году.

## Современность
Несмотря на использование передовых на время существования Be Inc. технологий, BeOS не смогла набрать достаточной массы пользователей и приложений для дальнейшего существования. В настоящее время среди нескольких проектов по возрождению BeOS наибольшие шансы на успех у Haiku team. Группа энтузиастов, среди которых — несколько бывших инженеров Be Inc., пишет бинарно-совместимую с BeOS операционную систему с открытыми исходными кодами (в данный момент доступна бета-версия Haiku R1/Beta4 (2022 г.).
Незадолго до поглощения Be Inc. Palm немецкая компания yellowTAB, по собственному заявлению, приобрела у Be Inc. исходные коды BeOS, однако официальный правообладатель, японская компания ACCESS, опровергла эти сведения. История до сих пор остаётся тёмной. Наверняка известно только, что у yellowTab была лицензия от Be Inc. на перепродажу и модификацию BeOS. Вскоре появилась созданная yellowTab операционная система Zeta, являющаяся изменённой версией BeOS 5.1 или операционной системой, созданной на основе полученных от Be Inc. исходных кодов для BeOS нового поколения (последнее, однако, маловероятно). В начале 2005 года в Ганновере на CeBIT была показана первая версия Zeta. Zeta успешно продавалась; на середину 2005 года было продано больше 80 тыс. копий — это больше, чем было продано копий BeOS за все годы существования Be Inc.
В 2006 году компания yellowTAB подверглась процедуре банкротства, и права на распространение Zeta перешли к немецкой компании magnussoft, которая в 2007 году отказалась от дальнейшего распространения и поддержки Zeta из-за недостаточного объёма продаж и возможных проблем с правами на исходный код и распространение этой ОС.
Cosmoe является интерфейсом для Linux, который может выполнять приложения BeOS. Cosmoe был с открытым исходным кодом. Последний релиз Cosmoe был в 2004 году.
Существует также операционная система BlueEyedOS, основанная на модифицированной версии ядра Linux, которая могла выполнять приложения BeOS после их перекомпиляции. Релизы BlueEyedOS не выходят с 2003 года.

## BeOS R5.1d0
BeOS R5.1d0 или Dano/EXP (также известна как EXP, Dano, EXP/Dan0 или Dan0, «Подарок» в русскоязычном BeOS-сообществе) — кодовое имя сборки незавершенного релиза R5.1, утекшего из Be Inc. Дата сборки — день закрытия последней, 15 ноября 2001 года. В Dano реализованы OpenGL, новый сетевой стек (BONE), оконные украшения, XML kit, новый USB-стек, поддержка подсказок, новыx принтеров, новые шрифты, обновлённые Media kit, Interface Kit и app_server, новые драйвера (например, поддержка Adaptec U160 SCSI контроллеров и улучшенная поддержка SB128) и пр.
Существует мнение, согласно которому Be Inc. двигалась в сторону открытия BeOS, в пользу чего свидетельствует замена некоторых проприетарных компонентов на открытые аналоги (замена собственного MP3-кодировщика на Lame, RSA Encryption Engine в NetPositive на OpenSSL).

## Продукты, использующие BeOS
- BeOS (и Zeta) по-прежнему используются в видеоредакторах Edirol DV-7 корпорации Roland[29][30].
- Цифровой рекордер Tascam SX-1 работает на сильно изменённой версии BeOS[31].
- iZ Technology продаёт 24-канальные профессиональные цифровые аудиорекордеры RADAR 24 и RADAR V на BeOS 5[32].
- Magicbox, производитель наружных вывесок, использует BeOS в линейке Aavelin[33].
- Final Scratch[англ.], система для диджеев, играющих на 12″ виниле, изначально работала на BeOS[34].
- TuneTracker[англ.], система для автоматизации трансляций радиостанций, использовала BeOS, а в данный момент в ней используется Haiku.
- Sync modular, модульный синтезатор, позволяющий построить собственный синтезатор и звук. Разработан российским музыкантом-программистом в 1999-м[источник не указан 23 дня].